# Fortăreața Koblenz

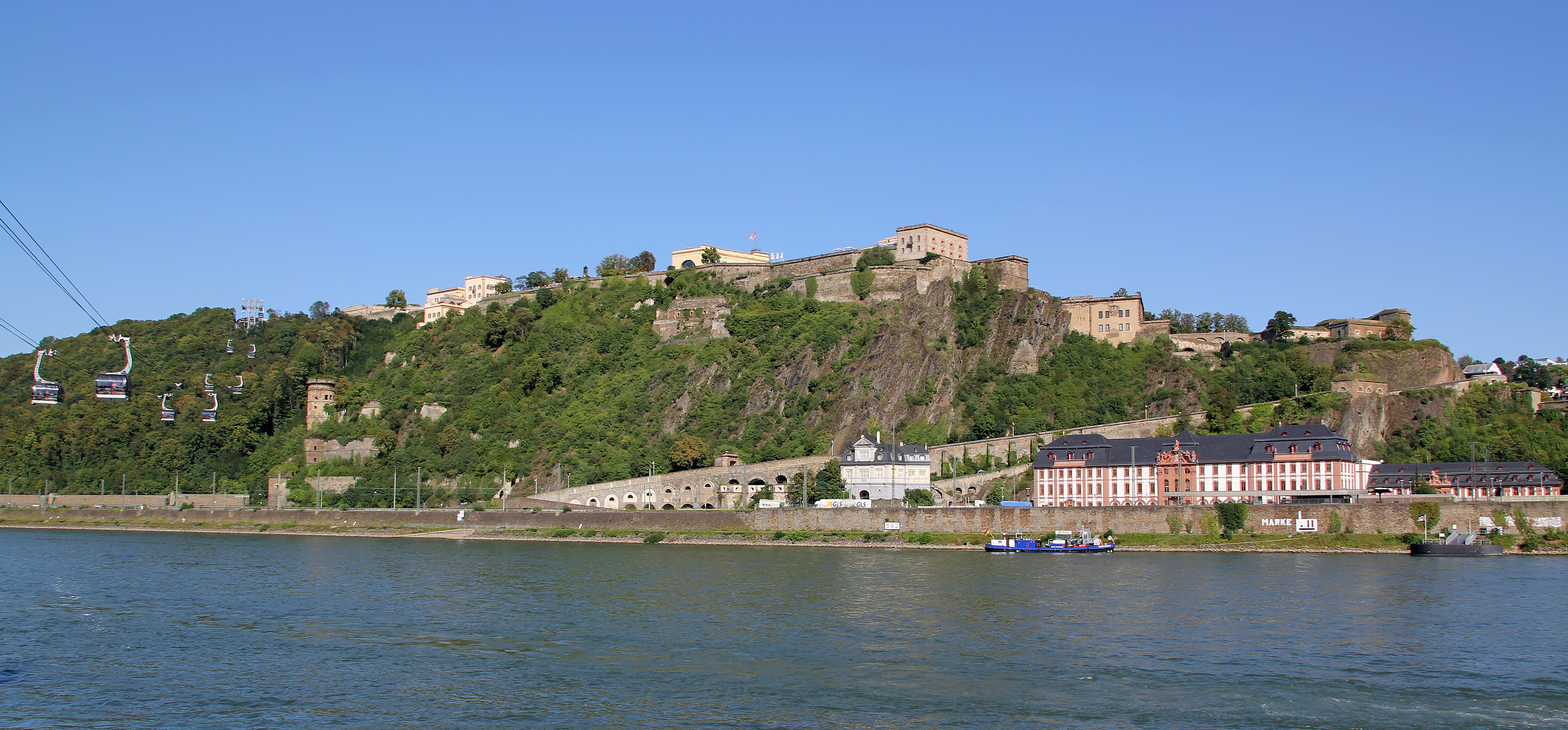
Fortăreaţa Ehrenbreitstein

Fortăreața Koblenz (germ. Festung Koblenz und Ehrenbreitstein) este denumirea unei fortărețe prusace (donjon), prin care s-a realizat un sistem apărare strategică a localităților Koblenz și Ehrenbreitstein. Fortăreața a fost construită între anii 1815-1834, unele părți ale construcției care aparținea de Ehrenbreitstein au dispărut aproape complet.

## Galerie de imagini

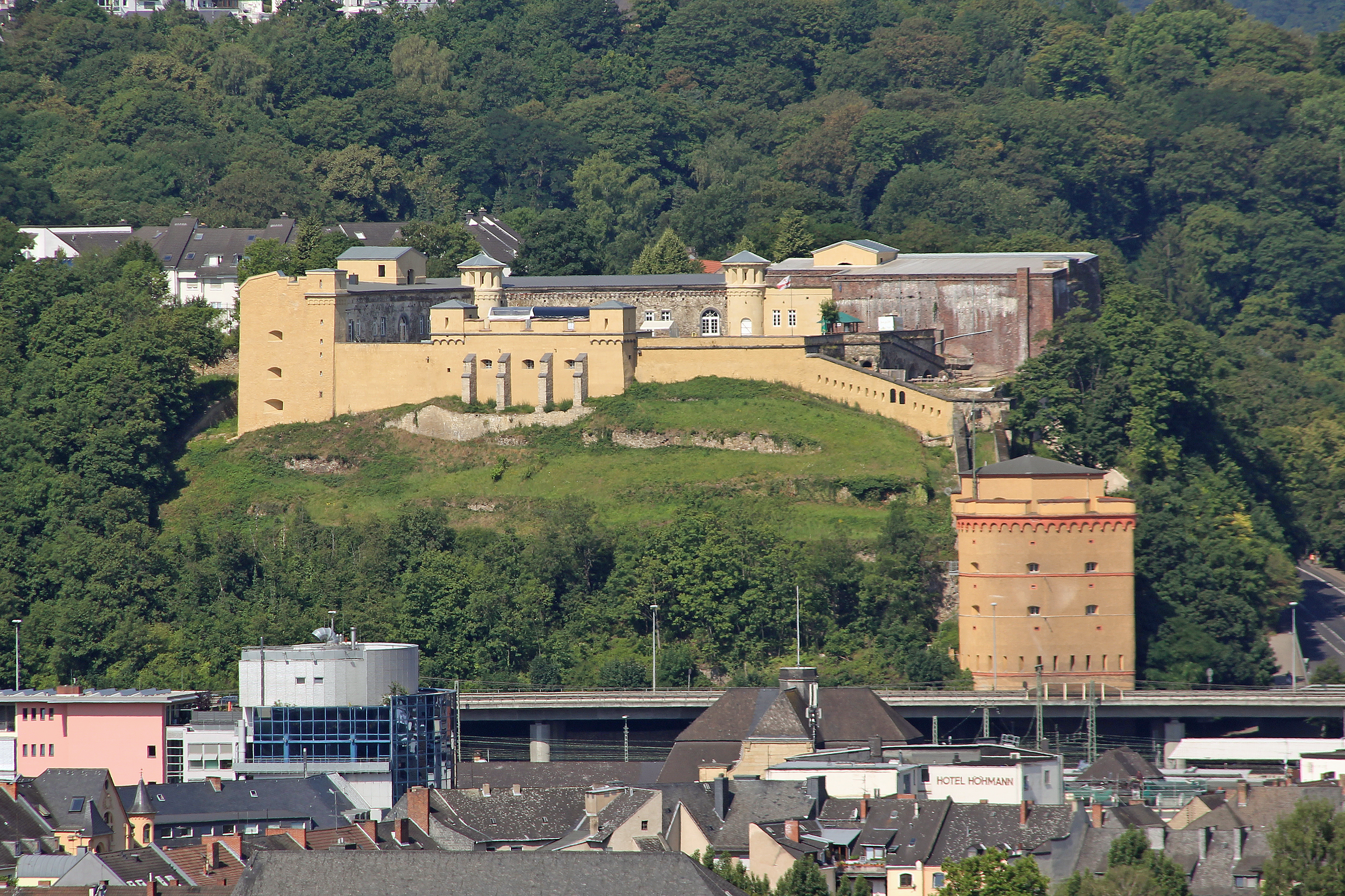
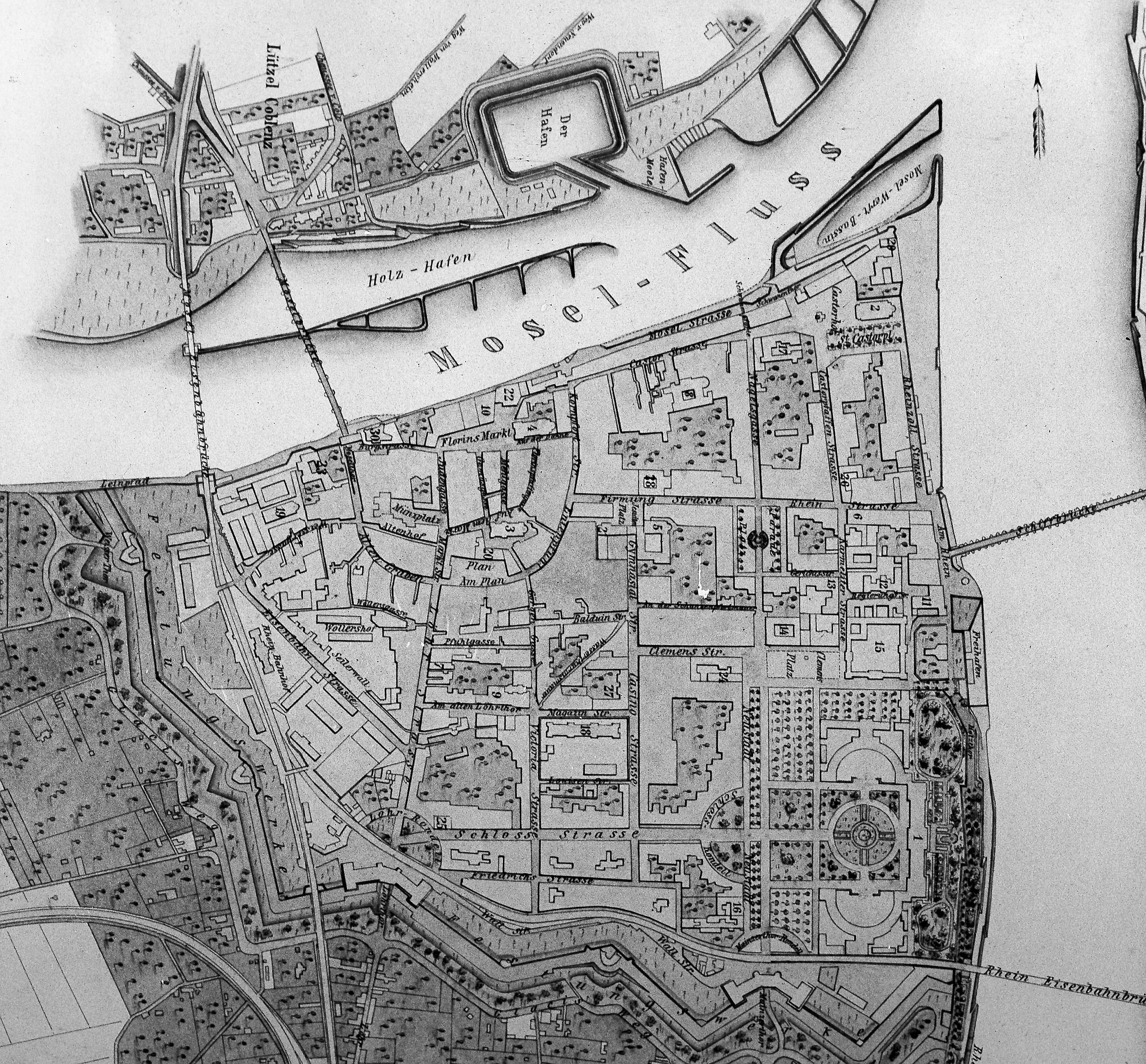
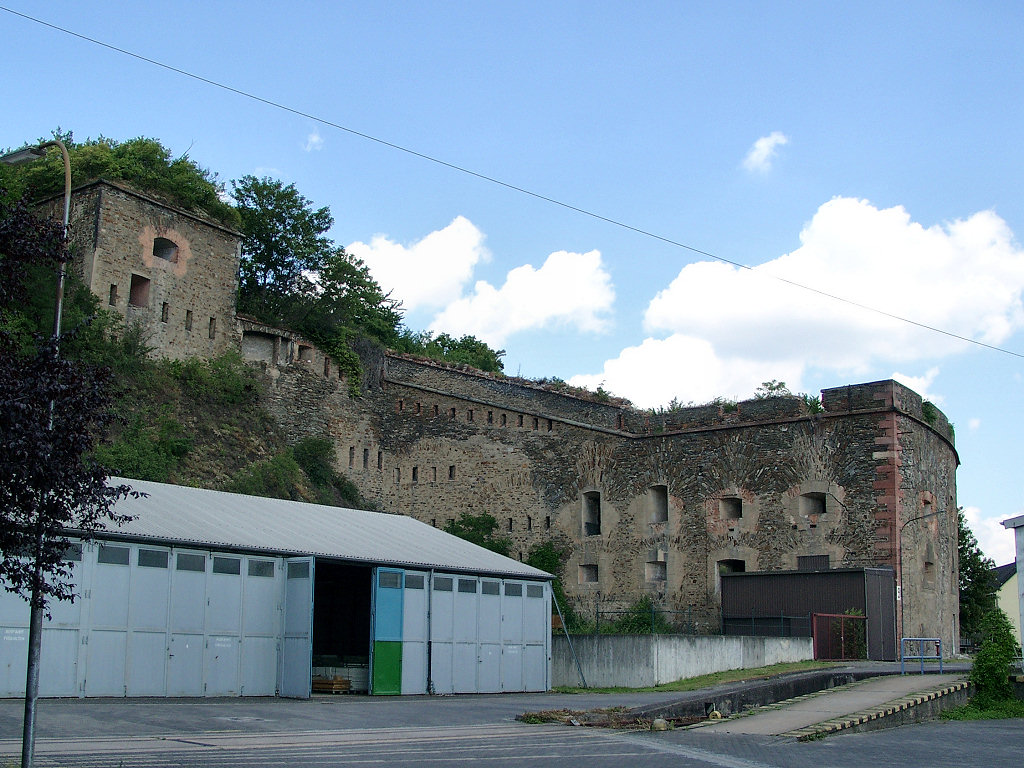
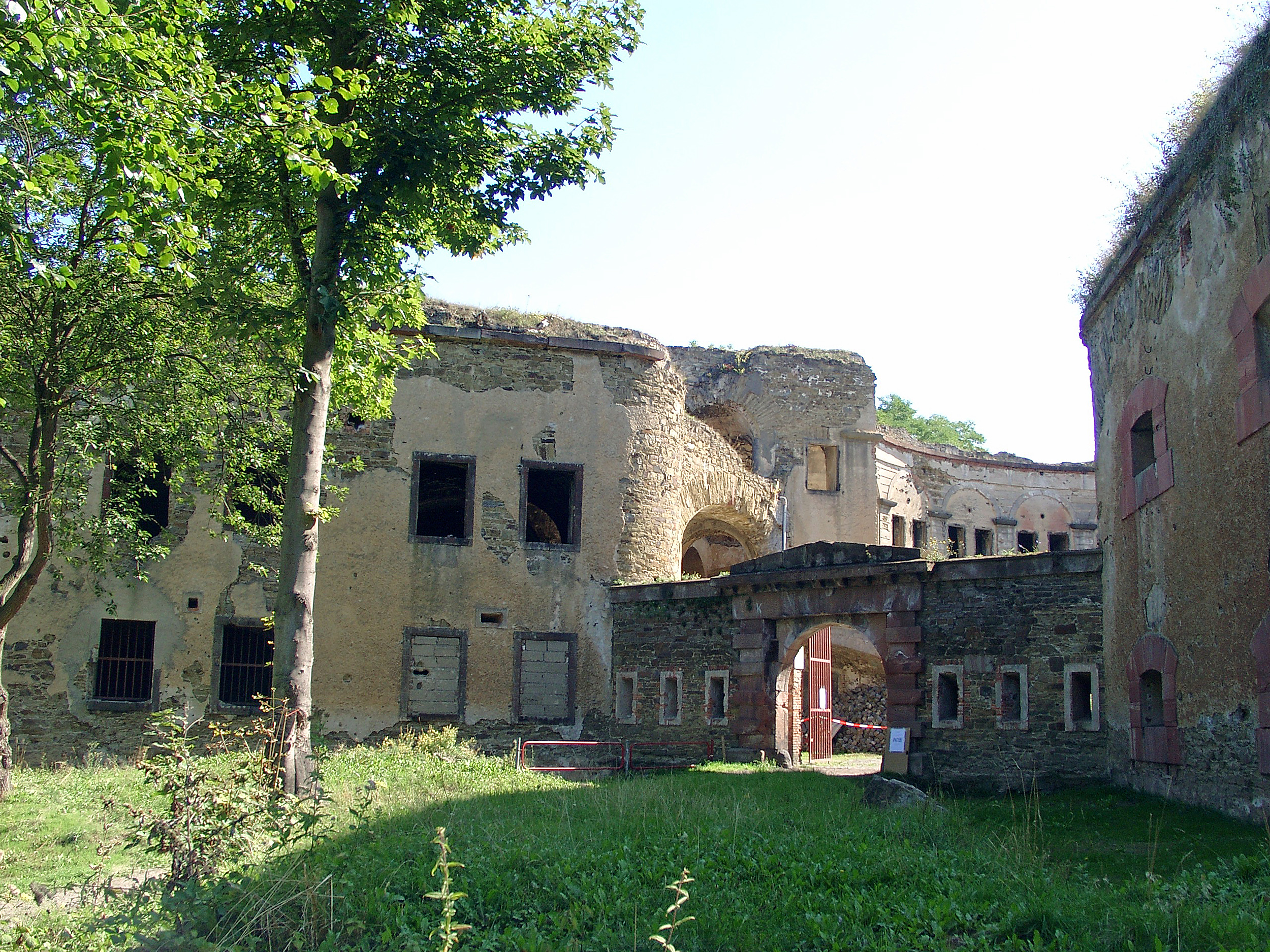